# Dansk Folkeblad
|  | For det historiske Dansk Folkeblad udgivet i 1800-tallet, se Selskabet for Trykkefrihedens rette Brug. |
Dansk Folkeblad er Dansk Folkepartis partiavis. Partiavisen, der udkommer 6-7 gange årligt, bliver skrevet af bl.a. partiets folketingsgruppe. Ansvarshavende redaktør er partiets pressechef Søren Søndergaard.